# 181 a.C.
Il 181 a.C. (CLXXXI a.C. in numeri romani) è un anno  del II secolo a.C.

## Eventi
- fondazione della colonia romana di Aquileia sotto la guida dei triumviri Publio Cornelio Scipione Nasica, Gaio Flaminio e Lucio Manlio Acidino.

## Morti
- Prusia I, re (n. 228 a.C.)